# Laurel Aitken
Laurel Aitken vero nome Lorenzo, soprannominato the Godfather of ska, (L'Avana, 22 aprile 1927 – Leicester, 17 luglio 2005) è stato un cantante cubano conosciuto come uno dei padri dello ska.

## Biografia
Aitken, figlio di padre giamaicano e madre cubana, era il fratello di un altro cantante, Bobby Aitken. È cresciuto in Giamaica, dove fece le prime esperienze di cantante e compositore; Laurel Aitken compose numerose canzoni di successo tra gli anni '50 e gli anni settanta, registrate sulle etichette Blue Beat, RIO, Ska Beat, Pama Records e con la Trojan Records. Una delle sue prime registrazioni ska è del 1958 con il doppio singolo Little Sheila/Boogie in my Bones. Si tratta della prima registrazione con la Island Records. Negli anni sessanta si trasferì in Gran Bretagna trovando apprezzamento negli ambienti ska. Con la Island Records Laurel compone alcuni pezzi entrati nella storia dello ska, quali Sally Brown e It's Too Late. Successivamente, convertitosi al reggae, ebbe un grande seguito tra gli ambienti skinhead. Negli anni '70 si avvicina alle tematiche del Rastafarianesimo. La sua attività di composizione si affianca ad una intensa attività dal vivo, spaziando tra generi quali ska, rocksteady e reggae.

### Gli ultimi lavori e concerti
Il 27 gennaio 2001 Aitken registra quello che a suo dire è il suo più bel live che verrà pubblicato l'anno seguente col nome Live at Club Ska per la Trojan ed esce anche un altro CD singolo con gli Skarlatines spagnoli, si tratta di Tic Tac/Ana Maria, la prima un divertentissimo rock'n'roll/ska e la seconda uno ska/r&b. L'ultimo dei suoi innumerevoli tour, sarà quello italiano del 2003 insieme ai citati Cookoomackastick. Tornato in Inghilterra, si ammalerà per una doppia polmonite così debilitante che il Maestro dello Ska resterà per parecchi giorni tra la vita e la morte, era il 17 dicembre del 2003. Un po' ovunque nel mondo vengono organizzati concerti tributo per raccogliere fondi per le spese mediche, la moglie Sandra testimonia che le arrivarono centinaia di biglietti di auguri da tutto il mondo. Ma il Padrino aveva una scorza d'acciaio e riesce a riprendersi, seppur debilitato. Nonostante la pesante malattia che gli ha minato irrimediabilmente anche il cuore, Aitken, tra la fine del 2004 e gli inizi del 2005, vuole a tutti i costi mandare avanti il progetto con i Cookoomackastick (che si concretizzerà negli ultimi sei brani da lui cantati in studio) e quello in essere con la spagnola Liquidator records di Toni Face, cioè la pubblicazione di una raccolta di 11 brani che erano rimasti “nei cassetti” di Aitken e che non erano mai stati pubblicati prima. La raccolta uscirà con l'adeguato titolo Superstar solamente nell'autunno del 2005. Superstar raccoglie musica registrata tra la fine degli anni '70 e gli inizi degli '80 tra cui spiccano alcune tracce che avrebbero potuto essere dei successi underground come altre hit di Aitken, come “Gloria”, di “Down in Africa” e della martellante “Who Sey”.  Nel novembre 2005, infine, esce il DVD con estratti da varie date del tour con i Cookoomackastick (documento notevole) ed il singolo “You've Got What It Takes” e “That's How Strong” che preannuncia l'uscita dei quello che sarà veramente l'ultimo album di Lorenzo Antonio Aitken. È morto di infarto quasi ottantenne, dopo un precedente infarto nel 2003 e complicazioni da una polmonite. Era ancora in attività e noto come "the Godfather of ska".

## Discografia

### Album
- Ska With Laurel, 1965
- Fire, 1969
- The High Priest Of Reggae, 1970
- Ringo the Gringo, 1990
- The Story So Far, 1998
- En Espanol, 1999
- Live at Club Ska, 2002
- You've Got What It Takes/That's How Strong (My Love Is), 2005 – Mini CD
- The very last concert and studio recordings, 2006

### Raccolte e compilation
- Blue Beat Years, 1996
- The Pama Years (1969 - 1971), 1998
- Godfather of Ska, Vol. 3 (1963 - 1966), 2000
- The Pioneer Of Jamaican Music, 2000
- Rise & Fall (Personal Selections 1960 - 1979), 2001
- Rudi Got Married (The Godfather of Ska Vol. 5), 2002
- Superstar, 2005

### Disco/videografia essenziale
- The Original Cool Jamaican Ska - London - 1964 LP Compil (ref.no. LL3384)
- Ska with Laurel – Rio – 1965 LP (ref.no. LR1)
- Laurel Aitken Says Fire - Doctor Bird - 1967 LP (ref.no. DLM5012)
- Fire in Your Wire – Doctor Bird - 1969 7" (ref.no. DB1187)
- Rise and Fall - JJ Records - 1969 7"
- Rise and Fall - JJ Records - 1969 LP
- The High Priest of Reggae – Pama Special – 1969 LP (ref.no. PSP1012)
- Scandal in a Brixton Market (with Girlie) – Pama Economy - 1969 LP (ref.no. ECO 8)
- The Fantastic Laurel Aitken - Hebra/London - 1972 LP (ref.no. HLP 61/DL 3005)
- Pretty Face/Come Back to My Lonely World – Columbia/Emi 1972 – 45 giri
- Kingston Town/I Remember (con Prince Fibie) – Black Fantasy 1979 - 12”
- Fire in Me Wire/Fire Dub - Black Fantasy 1979 - 12”
- Rudy Got Married/Honey Come Back To Me – I Spy 1980 – 45 giri
- Big Fat Man/It's Too Late - I Spy 1980 – 45 giri
- Con Potato 5: Potato 5 Meet Floyd Loyd and Laurel Aitken - Gaz's 1987 –LP/CD
- Con Potato 5: True Fact – Rackit! 1988 - LP
- Con i Loafers: Mad About Ska (live) – Staccato 1989 – EP
- Con i Busters: She Was My Girl – Wesser Label 1989 – 45 giri
- Con I Buster: Couch Potatoes, (contiene She Was My Girl e Boogie With The Bartender) - Wesser Label 1989 - LP
- Live At Gaz's Rockin' Blues, London – Unicorn Records 17 agosto 1989 - Videocassetta
- It's Too Late (compilation Vol.1) – Unicorn – 1989 LP
- Rise and Fall (compilation Vol.2) – Unicorn – 1989 LP
- Con gli Skatalites: Laurel Aitken with The Skatalites (compilation Vol.3) - Unicorn 1989 – LP / Long Hot Summer 1963 - Rior Usa 1991 – Cass
- Sally Brown (contiene una nuova versione, meno tradizionale dell'originale)– Unicorn 1989 – EP
- Laurel Aitken & The Loafers at Ska Explosion #1 - Jettisoundz 1990 - Videocassetta
- Ringo The Gringo – Unicorn 1990 – LP
- Skinhead/Everybody Ska – Unicorn 1990 – 12”
- Escapade En France – Unicorn 1990 – EP
- Two Knights of Ska – Derrick Morgan & Laurel Aitken – doppio live Unicorn 1990
- Max the Dog Says…Do the Ska! – LP Phoenix City records 1990, ristampato in CD Dojo records 1993
- Come cantante autore e produttore nelle due compilation: History of Blue Beat, Ska and Reggae vol. 1 e vol. 2 – See For Miles – 1992 e 1993 ristampate innumerevoli volte dal 1993 ad oggi CD/LP
- The Godfather of Ska – Gaz's Rockin'Records 1993 - LP/CD
- The Story So Far – Grover Records 1995 – LP/CD
- Con gli Ska Flames: Damn Good - Sunshot 1995 – LP/CD
- Latin Ska 100% - compilation V.A. con I brani inediti “Perfidia” e “Bamboleo Ska” – Moon records 1995
- Woppi King (compilation contiene brani da High Priest of Reggae e Scandal in Brixton Market) – Trybute 1997 – LP/CD
- The Pama Years (tutta musica mai stata prima su CD con vari inediti) – Grover Records 1998 – LP/CD
- The Long Hot Summer (stesso disco del 1989 con 3 tracce in più) - Grover Records 1998 – LP/CD
- Guns Of Brixton (con i Radici nel Cemento) – Gridalo Forte Records 1998
- The Pioneer Of Jamaican Music (rarità dei primi esordi, mento, r&b e ska da paura) – Reggae Retro 1999 – LP/CD
- Baby (You Got Me Lovin') – Liquidator Records 1999 – Mini CD
- En Espanol (con gli Skarlatines) – Liquidator Records 1999 – LP/CD
- Godfather of Ska (stesso disco del 1993) - Grover Records 2000 – LP/CD
- Jamboree (con i bravissimi Court Jester's Crew) - Grover Records 2000 – LP/CD
- The Clash of The Ska Titans, The Skatalites Vs Laurel Aitken – Moon Ska Europe 2000 – CD
- Laurel Aitken Meets Floyd Lloyd & the Potato 5 (stesso disco del 1987) – Grover Records 2000 – LP/CD
- Rudi Got Married (contiene brani tratti da Ringo the Gringo, i lati A e B dei 45 giri usciti per la Arista/I Spy Records, il 45 Skinhead e la versione 12”, oltre a ripetere qualcosa del precedente) - Grover Records 2001 – LP/CD
- Rise and Fall (ripete praticamente Rise and Fall e It's Too Late della Unicorn, meno un paio) - Grover Records 2001 – LP/CD
- Tic Tac/Ana Maria – Liquidator Records 2001 – Mini CD
- Live At Club Ska – Trojan 2002 – CD
- Superstar – Liquidator Music 2005 – LP/CD
- You've Got What It Takes/That's How Strong (My Love Is) – BZ Records 2005 – Mini CD
- The Very Last Concerts and Studio Recordings (coi Cookoomackastick) – BZ Records 2006 - CD/DVD